# 2005 en Irak
Cet article présente les faits marquants de l'année 2005 en Irak.

## Évènements
- Mercredi 26 janvier :
  - Un hélicoptère de l'armée américaine s'écrase dans l'ouest du pays causant la mort de 31 soldats.
  - Un attentat contre le siège d'un parti kurde dans le nord du pays cause la mort de 15 Irakiens.

- - Le président américain George W. Bush appelle les irakiens à voter dimanche et à « défier les terroristes » dont Abou Moussab al-Zarqaoui.
- 30 janvier : Élections législatives, les premières depuis la chute de Saddam Hussein.

- 7 avril :
  - Jalal Talabani, chef de l'Union patriotique du Kurdistan, est élu président de la République d'Irak.
  - Ibrahim al-Jaafari, chiite du Parti islamique Dawa, devient premier ministre.
- 14 juin : Massoud Barzani, chef du Parti démocratique du Kurdistan, est reconnu comme président du gouvernement régional du Kurdistan.
- 26 août - 22 septembre : Siège de Tall Afar tenue par la guérilla irakienne.

- 15 octobre : ratification de la nouvelle constitution de l'Irak.

- 5 novembre - 22 novembre : renforcement du contrôle américain le long de la frontière syrienne.

- 15 décembre : Élections législatives, les premières sous la nouvelle constitution.